# 바인궈렁 몽골 자치주
바인궈렁 몽골 자치주(몽골어: ᠪᠠᠶᠠᠨᠭᠣᠣᠯ ᠮᠣᠩᠭᠣᠯ ᠥᠪᠡᠷᠲᠡᠭᠡᠨ ᠵᠠᠰᠠᠬᠤ ᠵᠧᠦ Баянголын Монгол өөртөө засах тойрог, 위구르어: بايىنغولىن موڭغۇل ئاپتونوم ئوبلاستى 바인골린 몽골 자치주, 중국어 간체자: 巴音郭楞蒙古自治州, 병음: Bāyīnguōlèng Měnggǔ Zìzhìzhōu, 중국조선어: 바얀고론몽골자치주)는 신장 위구르 자치구와 중화인민공화국에서 가장 큰 자치 지역으로 면적은 462.700 km2이다. 중심지는 쿠얼러이다.

## 주민
2000년의 조사에 따르면 바인궈렁의 인구는 105만6,970명 (인구 밀도: 2.28km2)이다.

## 2000년 바인궈렁 몽골 자치주의 민족 조사
| 민족     | 인구    | %     |
| -------- | ------- | ----- |
| 한족     | 607,774 | 57.5% |
| 위구르족 | 345,595 | 32.7% |
| 후이족   | 52,252  | 4.94% |
| 몽골족   | 43,544  | 4.12% |
| 기타     | 7,805   | 0.74% |

## 행정 구역
1개의 현급시, 7개 현, 1개 자치현을 관할한다.
- 현급시
  - 쿠얼러 시(코르라 시)(위구르어: كورلا شەھىرى, 중국어: 库尔勒市)
- 현
  - 룬타이 현(부구르 현)(위구르어: بۈگۈر ناھىيىسى, 중국어: 轮台县)
  - 위리 현(로프누르 현)(위구르어: لوپنۇر ناھىيىسى, 중국어: 尉犁县)
  - 뤄창 현(차키리크 현)(위구르어: چاقىلىق ناھىيىسى, 중국어: 若羌县)
  - 체모 현(체르첸 현)(위구르어: چەرچەن ناھىيىسى, 중국어: 且末县)
  - 허징 현(세징 현)(위구르어: خېجىڭ ناھىيىسى, 중국어: 和静县)
  - 허숴 현(호수트 현)(위구르어: خوشۇت ناھىيىسى, 중국어: 和硕县)
  - 보후 현(바그라슈 현)(위구르어: باغراش ناھىيىسى, 중국어: 博湖县)
- 자치현
  - 옌치 후이족 자치현(중국어: 焉耆回族自治县)

## 같이 보기
- 로프노르